# Honda RA301
La Honda RA301 era la vettura con la quale la Honda partecipò alla stagione 1968 del campionato di Formula 1. Con il ritiro della casa giapponese dalle competizioni, avvenuto alla fine della stagione, la RA301 fu l'ultima vettura da Formula 1 prodotta da questa casa fino all'introduzione della Honda RA106 nel 2006.
La RA301 era un aggiornamento della precedente RA300 ed utilizzava lo stesso motore RA273E. L'esordio della vettura avvenne durante il Gran Premio di Spagna, seconda gara della stagione. La RA301 dimostrò di possedere una scarsa affidabilità e Surtees, che pilotava la vettura, concluse solo tre gare. Il miglior risultato sportivo fu il secondo posto al Gran Premio di Francia.

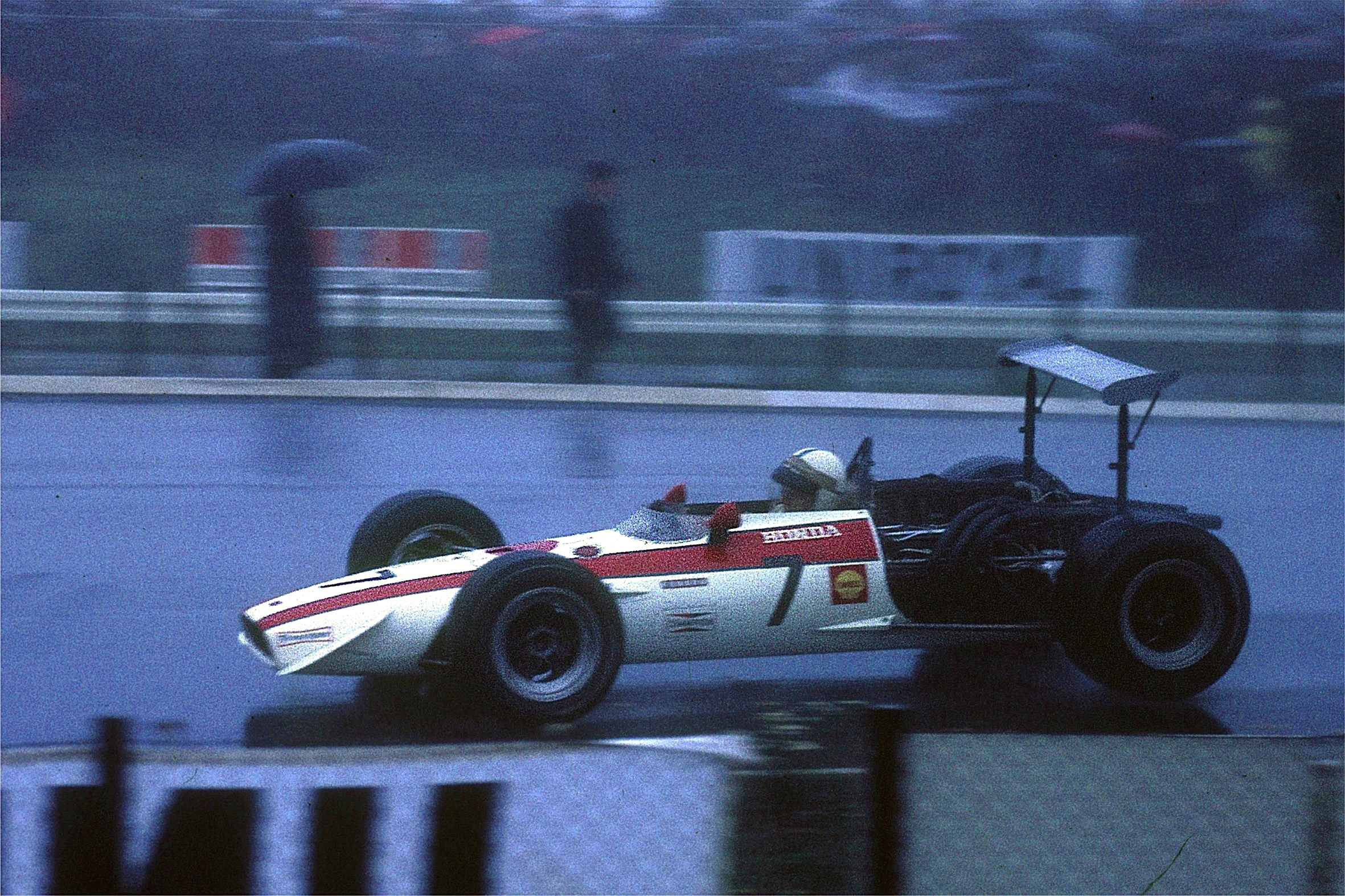
John Surtees alla guida della RA301 durante il GP di Germania del 1968

La Honda, durante la stagione, concentrò gli sforzi sullo sviluppo della RA302, con raffreddamento ad aria, che avrebbe dovuto sostituire la RA301 durante la stessa stagione 1968. Però Surteess rifiutò di guidare questa vettura mentre il pilota Jo Schlesser ebbe con la RA302 un incidente mortale.
La RA301 venne quindi utilizzata fino alla conclusione della stagione del 1968 dopo la quale la Honda decise di ritirarsi da questo campionato.